# Piz Lischana
Piz Lischana är en bergstopp i Schweiz.   Den ligger i regionen Engiadina Bassa/Val Müstair och kantonen Graubünden, i den östra delen av landet, 220 km öster om huvudstaden Bern. Toppen på Piz Lischana är 3 105 meter över havet, eller 739 meter över den omgivande terrängen. Bredden vid basen är 9,1 km.
Terrängen runt Piz Lischana är huvudsakligen bergig. Runt Piz Lischana är det glesbefolkat, med 13 invånare per kvadratkilometer.. Närmaste större samhälle är Scuol, 4,2 km nordväst om Piz Lischana. 
I omgivningarna runt Piz Lischana växer i huvudsak barrskog.